# Форешть (Ясси)
Форешть, Форешті (рум. Forăști) — село у повіті Ясси в Румунії. Входить до складу комуни Гропніца.
Село розташоване на відстані 337 км на північ від Бухареста, 30 км на північний захід від Ясс.

## Населення
За даними перепису населення 2002 року у селі проживали 507 осіб, усі — румуни. Усі жителі села рідною мовою назвали румунську.